# Handel & Hendrix à Londres
 (mars 2022).
La mise en forme du texte ne suit pas les recommandations de Wikipédia : il faut le « wikifier ».
Les points d'amélioration suivants sont les cas les plus fréquents. Le détail des points à revoir est peut-être précisé sur la page de discussion.
- Les titres sont pré-formatés par le logiciel. Ils ne sont ni en capitales, ni en gras.
- Le texte ne doit pas être écrit en capitales (les noms de famille non plus), ni en gras, ni en italique, ni en « petit »…
- Le gras n'est utilisé que pour surligner le titre de l'article dans l'introduction, une seule fois.
- L'italique est rarement utilisé : mots en langue étrangère, titres d'œuvres, noms de bateaux, etc.
- Les citations ne sont pas en italique mais en corps de texte normal. Elles sont entourées par des guillemets français : « et ».
- Les listes à puces sont à éviter, des paragraphes rédigés étant largement préférés. Les tableaux sont à réserver à la présentation de données structurées (résultats, etc.).
- Les appels de note de bas de page (petits chiffres en exposant, introduits par l'outil «  Source ») sont à placer entre la fin de phrase et le point final[comme ça].
- Les liens internes (vers d'autres articles de Wikipédia) sont à choisir avec parcimonie. Créez des liens vers des articles approfondissant le sujet. Les termes génériques sans rapport avec le sujet sont à éviter, ainsi que les répétitions de liens vers un même terme.
- Les liens externes sont à placer uniquement dans une section « Liens externes », à la fin de l'article. Ces liens sont à choisir avec parcimonie suivant les règles définies. Si un lien sert de source à l'article, son insertion dans le texte est à faire par les notes de bas de page.
- La présentation des références doit suivre les conventions bibliographiques. Il est recommandé d'utiliser les modèles {{Ouvrage}}, {{Chapitre}}, {{Article}}, {{Lien web}} et/ou {{Bibliographie}}. Le mode d'édition visuel peut mettre en forme automatiquement les références.
- Insérer une infobox (cadre d'informations à droite) n'est pas obligatoire pour parachever la mise en page.

Pour une aide détaillée, merci de consulter Aide:Wikification.
Si vous pensez que ces points ont été résolus, vous pouvez retirer ce bandeau et améliorer la mise en forme d'un autre article.

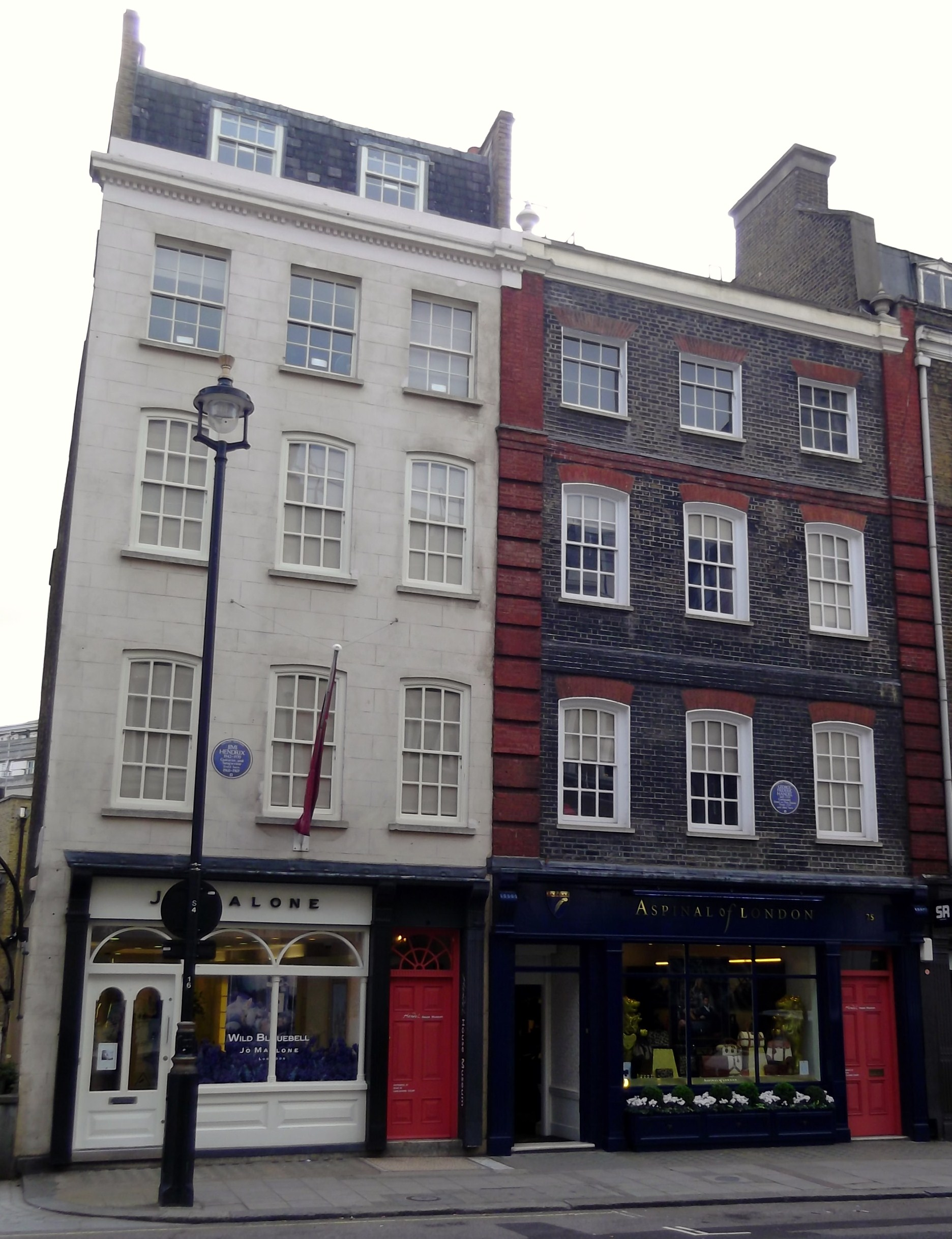
Le 23 et 25 Brook Street, Mayfair, Londres. Les étages supérieurs abritent le musée.

Handel Hendrix House (anciennement Handel & Hendrix à Londres) est un musée consacré à la vie et à l'œuvre du compositeur baroque britannique d'origine allemande George Frideric Haendel et du chanteur-guitariste rock américain Jimi Hendrix, qui ont vécu aux 25 et 23 Brook Street à Mayfair, Londres.
Haendel a élu domicile à Londres en 1712 et reçu la citoyenneté britannique en 1727. Haendel fut le premier locataire du 25 Brook Street, qu'il loua de 1723 jusqu'à sa mort en 1759. Presque toutes ses œuvres après 1723, parmi lesquelles bon nombre de ses opéras, oratorios et musiques de cérémonie les plus connus, ont été composées et partiellement répétées dans la maison, qui contenait une variété d'instruments à clavier, dont des clavecins, un clavicorde et un petit orgue de chambre.
Le musée a été ouvert en 2001 par le Handel House Trust créé à l'initiative du musicologue et handelien Stanley Sadie en 1959. Il comprend un ensemble de salles d'époque soigneusement restaurées aux premier et deuxième étages du 25 Brook Street ainsi que des salles d'exposition au numéro 23, la maison adjacente sur la terrasse. En 2016, le musée s'est agrandi pour intégrer les étages supérieurs du 23 Brook Street, la maison de Jimi Hendrix à la fin des années 1960.

## Le musée
L'idée originale de créer un musée au 25 Brook Street pour commémorer son locataire d'origine et le plus connu est apportée pour la première fois par le musicologue Stanley Sadie en 1959, lors d'une fête organisée là-bas par la société de mode Viyella pour commémorer le bicentenaire de la mort de Haendel. Trente ans plus tard, au début des années 1990, Sadie et sa femme Julie Anne ont créé le Haendel House Trust, l'organisme de bienfaisance qui a supervisé la conversion de la maison en musée.
La maison a été restaurée afin de ressembler au plus près à ce à quoi elle ressemblait pendant les 36 années durant lesquelles Haendel y vivait (de 1723 à 1759). Maison mitoyenne typique du début du XVIIIe siècle à Londres, elle comprend un sous-sol, trois étages principaux et un grenier. Le grenier a ensuite été aménagé en un quatrième étage complet. Le rez-de-chaussée est une boutique non associée au musée, et les étages supérieurs sont loués à l'association Handel House Trust et sont ouverts au public depuis le 8 novembre 2001.
L'intérieur a été restauré dans le style quelque peu spartiate de l'époque georgienne, en utilisant principalement des éléments architecturaux venant d'ailleurs, car, à part l'escalier, peu d'éléments de l'intérieur d'origine ont survécu.
Le Handel House Collection Trust a rassemblé une collection de souvenirs de Haendel, y compris la collection Byrne de plusieurs centaines d'articles, qui a été acquise en 1998.

## Histoire

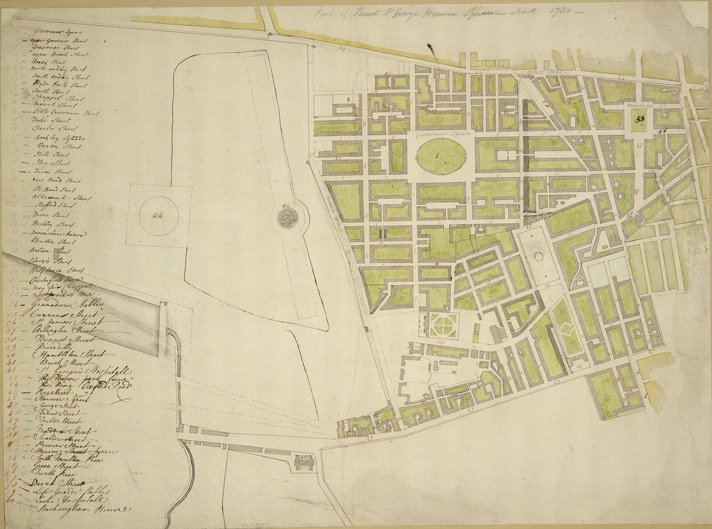
La paroisse de St George's, Hanover Square en 1730, montrant Hyde Park, Grosvenor Square et Hanover Square, (en haut, de gauche à droite) avec Brook Street les rejoignant.

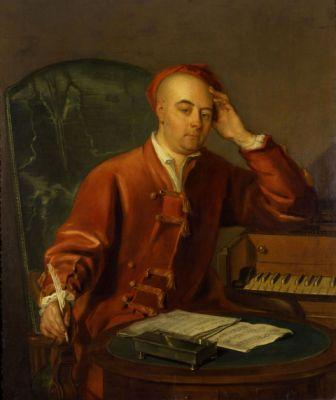
Philip Mercier : Haendel composant à un seul clavecin manuel, vers 1730.

Haendel acquit le 25 Brook Street à l'été 1723, peu de temps après avoir été nommé par George II comme compositeur de la Chapelle Royale, pour laquelle il était payé 400 £ par an. La maison avait été nouvellement construite avec les numéros 23, 27/29 et 31 par George Barnes dans le cadre de l'extension prévue de Brook Street, reliant Hanover Square à Grosvenor Square, entre 1717 et 1726. À l'origine, en tant que ressortissant étranger, Handel n'était pas éligible pour acheter ou prendre des baux à long terme sur une propriété à Londres ; et même lorsqu'il acquit la nationalité britannique en 1727, Haendel continua à louer la propriété avec des baux à court terme. Le fait qu'il y soit resté le reste de sa vie, près de 40 ans, est remarquable, car les compositeurs d'opéra à l'époque étaient rarement domiciliés ; avant cela, Haendel avait été logé chez des amis et des mécènes. À l'âge de 38 ans, Haendel s'était fait accepter dans les hautes sphères de la société britannique, avec qui il se mélangeait sans peine. Ses voisins immédiats de chaque côté appartenaient aux classes moyennes supérieures et comprenaient initialement le député, John Monckton, qui devint plus tard le premier vicomte de Galway en 1727.  La disposition des pièces suivait les conventions d'une maison de ville Architecture georgienne modeste : le sous-sol contenait les cuisines ; à chacun des trois étages au-dessus, il y avait une pièce avant et une petite pièce arrière avec un placard adjacent; sous le toit se trouvaient des mansardes pour les domestiques
La première salle, plus grande, était utilisée pour les répétitions et contenait probablement un clavecin et un petit orgue de chambre . Le musée contient actuellement une reproduction d'un clavecin d'époque de la firme flamande Ruckers ; une reproduction d'un orgue de chambre d'époque, basée sur les plans des facteurs Richard Bridge et Thomas Parker, a été réalisée pour le Handel House Trust en 1998 et peut être vue dans l'église paroissiale de Handel, St George's, Hanover Square, autour du coin de la rue Brook
À partir des années 1730, il existe de nombreuses références aux répétitions d'opéras et d'oratorios à Brook Street par les amis et collègues musiciens de Haendel. En écoutant une répétition d' Alcina avec la soprano Anna Maria Strada, Mme Pendarves a commenté: "Pendant que M. Haendel jouait son rôle, je ne pouvais m'empêcher de le considérer comme un nécromancien au milieu de ses enchantements." Le Messie a également été répété là-bas; le violoniste principal Abraham Wilson a raconté au musicologue Charles Burney "comment il avait été civilement accompagné par lui [Handel] à la porte, et avec quel soin averti, après avoir été chauffé par une salle bondée et un travail acharné, lors de la répétition à Brook-street." 
La pièce adjacente à l'arrière de la maison était la salle de composition de Haendel et contenait probablement le clavicorde de Haendel, un instrument utilisé par Haendel pour composer, suffisamment portable pour être emporté en voyage et dont, selon une anecdote maintes fois répétée par ses biographes : adolescent, il jouait secrètement dans le grenier de la maison familiale, au mépris de son père qui le destinait à des études de droit. Le clavicorde de Haendel a été construit en 1726 par le facteur d'instruments italien Annibale Traeri de Modène ; il se trouve maintenant au Maidstone Museum &amp; Art Gallery dans le Kent.
Les pièces restantes au deuxième étage comprenaient une chambre principale contenant un lit à baldaquin complet habillé de harateen rouge, relié à un dressing et à un placard à l'arrière. Les domestiques, au nombre de trois ou plus, occupaient les chambres mansardées à l'étage supérieur
Haendel utilisait sa maison non seulement pour le divertissement, la composition et la répétition, mais aussi pour les affaires : à la fin des années 1730, les partitions du Festin d'Alexandre et d'autres œuvres pouvaient être achetées directement là-bas. Sa maison contenait également une vaste collection d'art et, à la fin de sa vie, Haendel possédait plus de 80 peintures et gravures, dont des œuvres de Watteau, Teniers et Poussin
Après la mort de Haendel en 1759, ses instruments de musique passèrent à John Christopher Smith et à son fils du même nom : le père avait été appelé du continent par Haendel pour lui servir de copiste lorsqu'il arriva pour la première fois à Londres ; et son fils avait agi comme amanuensis et assistant lorsque la cécité de Haendel l'avait empêché d'écrire et de diriger dans ses dernières années.  La location de la maison et des vêtements de Haendel est passée à son domestique John Du Burk. L'inventaire détaillé,  dont une transcription est maintenant conservée à la British Library, donne un guide clair sur la façon dont la maison a été décorée et utilisée. Hormis la conversion des mansardes en un quatrième étage dans les années 1830, la maison est restée pratiquement inchangée jusqu'en 1905, lorsque CJ Charles a transformé la maison en magasin, supprimant la façade d'origine et les murs de séparation internes. Il fut ensuite occupé par des décorateurs d'intérieur et des antiquaires. En 1971, il a été acquis par la Co-operative Insurance Society et le Handel House Trust a loué les étages supérieurs de la propriété depuis 2000

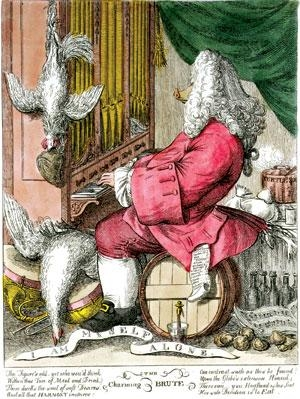
Joseph Goupy, 1754 : Caricature de Haendel jouant d'un orgue de chambre.

Lorsque le Handel House Trust a loué le 25 Brook Street en 2000, il avait déjà été décidé que les chambres de Handel aux premier et deuxième étages seraient restaurées dans leur état antérieur du XVIIIe siècle dans la mesure du possible. Cela se justifiait par le fait que seule l'occupation de Haendel avait conduit la maison au classement en tant que bâtiment classé Grade I. Plus tard, les cloisons ont été supprimées pour restaurer les plans originaux des chambres géorgiennes. La rénovation de l'intérieur, y compris les lambris, les volets, les sièges de fenêtre et les corniches, était principalement basée sur des détails d'époque de la maison adjacente au 27/29 Brook Street. Trois cheminées géorgiennes en marbre, anciennement dans Russell Street, Covent Garden, ont été installées dans les pièces et la chambre du premier étage. Les planchers ont été remplacés par du vieux bois, traité à la chaux et à la cire, et les plafonds ont été repeints avec un enduit à la chaux. 
Des recherches minutieuses ont révélé des échantillons de la peinture originale des années 1720 sur les boiseries de l'escalier et de la porte du deuxième étage, qui dans son histoire avait été peinte 28 fois. La couleur d'origine était le gris plomb dans toute la maison et le n° 27/29 ; la porte avait ensuite été peinte en brun chocolat, une couleur populaire à l'époque géorgienne pour dissimuler la crasse. Ce sont les couleurs qui ont été utilisées pour redécorer la maison, avec plus de gris au premier étage pour indiquer son importance.
L'inventaire détaillé de deux pages d'août 1759, réalisé après le retrait d'objets plus précieux, a donné un guide de l'ameublement de la maison. Les rideaux jumelés mentionnés dans l'inventaire, bien qu'en vogue dans les années 1720, sont passés de mode dans les années 1750. Au premier étage, les rideaux auraient été de soie verte, mais ne sont répertoriés que pour l'arrière-salle ; peut-être qu'il n'y en avait pas dans la salle de répétition à l'avant pour des raisons acoustiques. 
La plupart des meubles étaient en noyer avec quelques tables en chêne. Bien qu'aucun mobilier d'origine de Haendel n'ait été retrouvé, des meubles ont été placés dans les pièces pour se rapprocher le plus possible de l'inventaire. Le grand lit à baldaquin complet avec ses tentures en harateen rouge a été reconstitué, à partir d'un lit d'époque ; le tissu de laine tissé et la tresse de soie pour le rembourrage et les rideaux ont été préparés sur la base d'un lit à baldaquin à Hanbury Hall, Worcestershire. Le linge de lit, les oreillers et la couette mentionnés dans l'inventaire ont été recréés à partir d'éléments des Palais Royaux Historiques . 

## Collection permanente

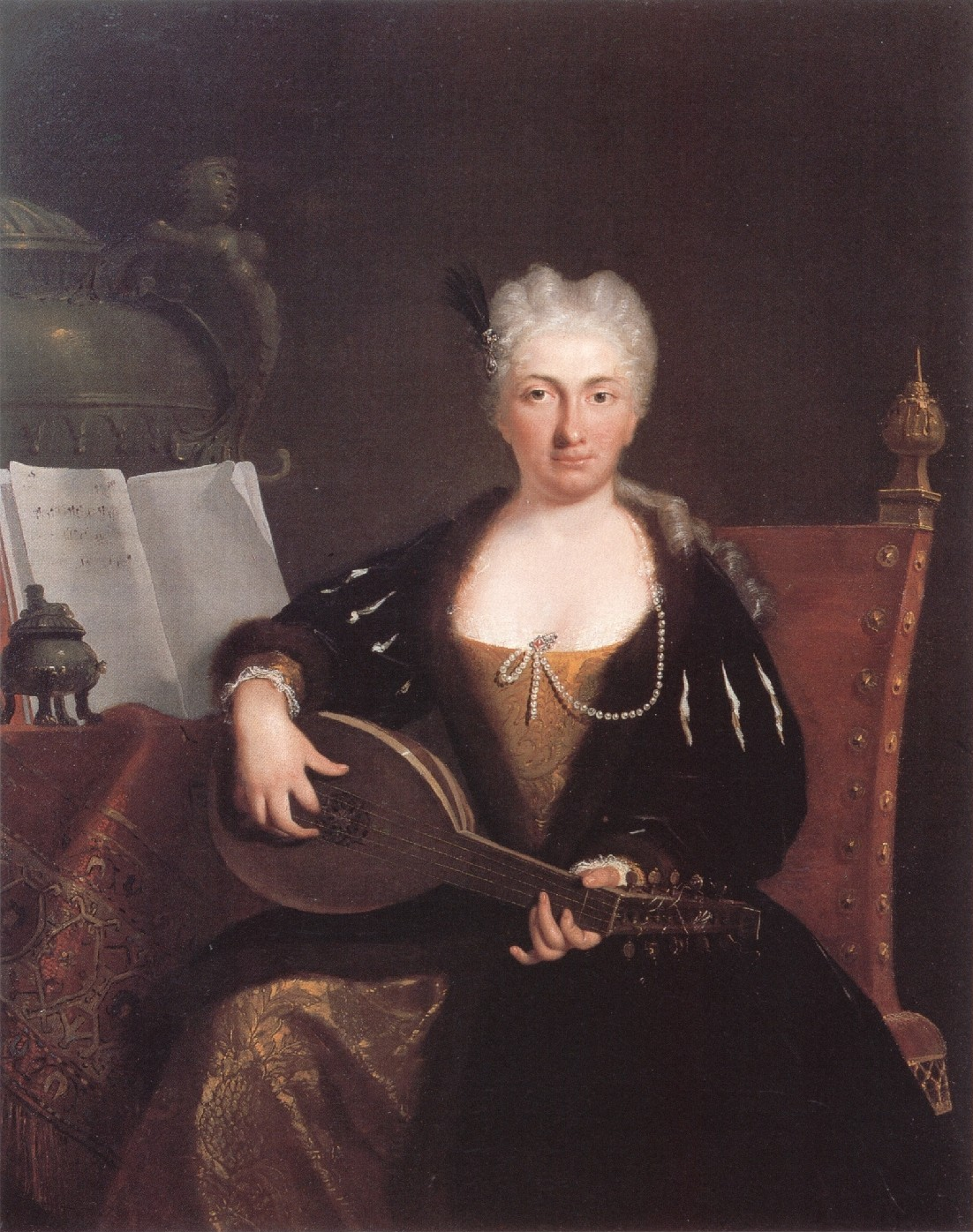
Faustine Bordoni, par Bartolomeo Nazari

En 1998, le Handel House Collections Trust a acquis la collection Byrne, une vaste collection de plusieurs centaines d'objets liés à Haendel. Ceux-ci inclus:
- correspondance de Haendel,
- manuscrits originaux,
- une copie d'une des premières biographies de Haendel par John Mainwaring, avec des commentaires marginaux de son ami et librettiste Charles Jennens ,
- premières éditions d'opéras et d'oratorios
- impressions,
- peintures
- sculptures.

À peu près à la même époque, la fiducie acheta également deux tableaux de Jennens (par Thomas Hudson) et de la chanteuse d'opéra Faustina Bordoni (par Bartolomeo Nazari ).

## 25 Brook Street

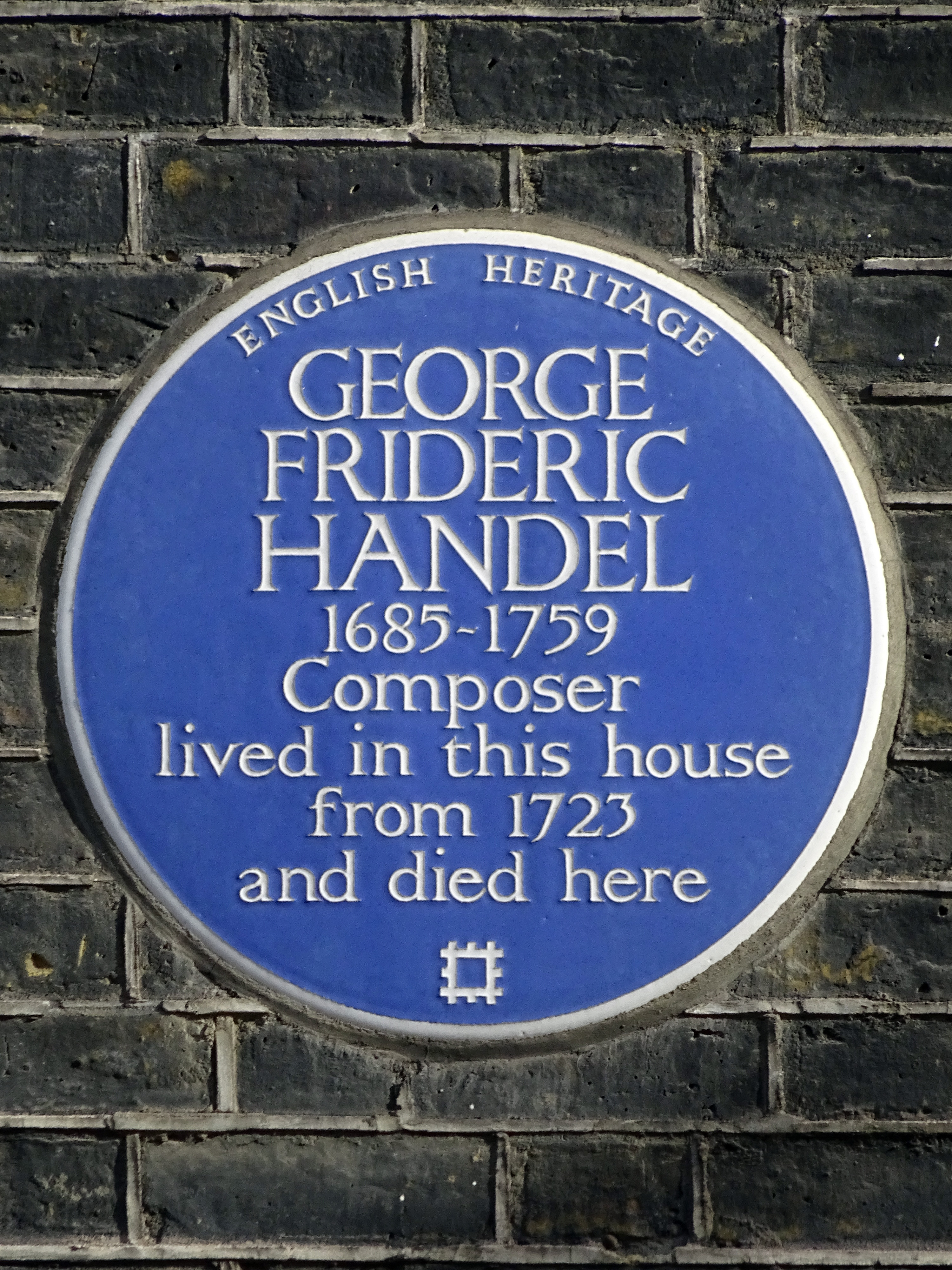
La plaque bleue de George Frideric Handel

Le 25 Brook Street comptent les pièces ouvertes au public suivantes.

### Salle de répétition et de spectacle
Au premier étage à l'avant de la maison, cette pièce fût utilisée comme salle de répétition par Haendel à partir des années 1730. Il contient des portraits de chanteurs contemporains et une reproduction d'un clavecin à deux claviers de la firme flamande Ruckers. Le clavecin est utilisé pour les concerts et est également disponible pour les répétitions par des musiciens du grand public.

### Salle de compositions
Au premier étage à l'arrière de la maison, il y a une pièce qui est considéré comme étant la pièce dans laquelle Haendel a composé certaines de ses œuvres les plus célèbres, dont le Messiah . Il contient des portraits de Haendel et de Charles Jennens, ami de Haendel et librettiste du Messiah.

### Chambre de Londres
Au deuxième étage à l'arrière de la maison, elle servait de dressing à Haendel et était à l'origine relié à un petit placard.

### Chambre à coucher
Au deuxième étage à l'avant de la maison, est probablement la pièce où Haendel est mort. Un inventaire complet avait été fait quelques mois après sa mort. Parmi les meubles, il y est décrit un grand lit à baldaquin similaire à celui qui se trouve actuellement dans la pièce.

## 23 Brook Street

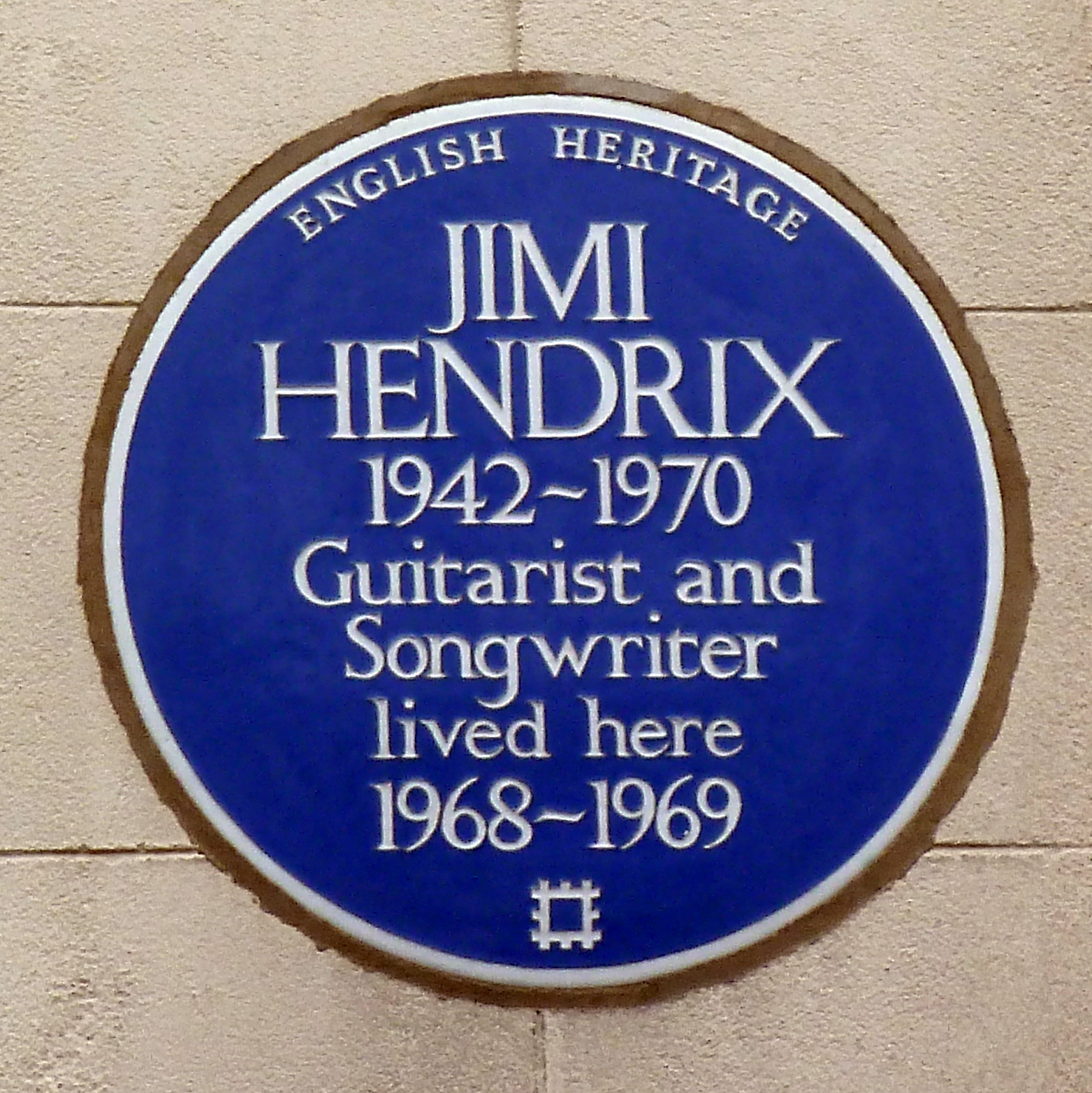
La plaque bleue de Jimi Hendrix

Le musée comprend les étages supérieurs du 23 Brook Street, qui était la résidence du chanteur-guitariste rock américain Jimi Hendrix en 1968-1969. Ces pièces été seulement utilisées pour des expositions temporaires et des événements, mais après une collecte de fonds, celles-ci et le reste des pièces de l'appartement Hendrix ont été ouvertes au public en février 2016 sous le nom de "Handel et Hendrix à Londres". Une exposition exposée en permanence est une collection d'anciens disques de Hendrix. Les deux maisons ont des plaques bleues pour leurs occupants respectifs.

## Heures d'ouverture et événements
La maison est ouverte au public six jours sur sept (fermée le dimanche). Le musée propose un programme d'événements comprenant de la musique live, des expositions temporaires, des conférences et des événements éducatifs pour les enfants.
Plusieurs représentations de musique baroque sont organisées chaque mois, les récitals ont parfois lieu pendant les heures d'ouverture, mais plus généralement ils ont lieu en début de soirée moyennant un nouveau ticket.

### Autres références
- « Press announcement for Handel Reveal'd » [archive du 6 janvier 2009], handelhouse.org
- « New Chamber Organ for the Handel House Museum made in 1998 » [archive du 28 avril 2013], goetzegwynn.co.uk (consulté le 14 janvier 2013).
- Christopher Hogwood, « Handel and the Clavichord » [archive du 29 février 2012], hogwood.org (consulté le 14 janvier 2013).